# Eudorella nana
Eudorella nana is een zeekommasoort uit de familie van de Leuconidae. De wetenschappelijke naam van de soort is voor het eerst geldig gepubliceerd in 1879 door Sars.